# Боб Ейнсворт
Боб Ейнсворт (Роберт Вільям Ейнсворт — англ. Robert William Ainsworth; нар. 19 червня 1952, Ковентрі) — британський політик, міністр оборони Великої Британії з 5 червня 2009 по 11 травня 2010.

## Біографія
Працював на автомобільному заводі Jaguar. Брав участь у профспілковому русі, деякий час був пов'язаний з троцькістської організацією Міжнародна марксистська група. У 1984 році був обраний до Міської ради Ковентрі. На виборах 1992 року був обраний до Палати громад від лейбористів, і з тих пір постійно переобирався. Після приходу до влади лейбористів у 1997 році працював у міністерствах екології, фінансів, внутрішніх справ і оборони. У 2005 році став членом Таємної ради. 29 червня 2007 був призначений на посаду міністра у справах збройних сил (Minister of State for the Armed Forces) — другу за важливістю посаду в Міністерстві оборони Великої Британії, підлеглий міністрові оборони (Secretary of State for Defence). 5 червня 2009 Ейнсворт змінив Джона Хаттона, який пішов у відставку, на посту міністра оборони Великої Британії. При Ейнсворті у Великій Британії почалося будівництво авіаносців нового покоління.